# Josef Ladislav Erben
Josef Ladislav Erben (27. června 1888 Žižkov — 11. října 1958 Melbourne) byl český cestovatel, prospektor a spisovatel.

## Život
Syn žižkovského obchodníka od dětství snil o dalekých krajích, v létě 1909 procestoval Balkánský poloostrov a Halič, o rok později se po vzoru Emila Holuba vydal do Afriky. Dostal se Egyptem do Asuánu, ale dál pokračovat nemohl kvůli špatné bezpečnostní situaci. Rozhodl se tedy odjet do Austrálie, tehdy ještě málo probádané a otevřené přistěhovalcům. Z Perthu cestoval jihem Austrálie do Sydney a pak se vydal hledat drahé kovy do pustin na severu kontinentu, navštívil i Novou Guineu. V roce 1919 se vydal přes Filipíny, Hongkong a Japonsko do Ameriky. V Los Angeles vystudoval na báňského technika a přesunul se do Jižní Ameriky, kterou procestoval ve službách těžařských firem nebo na stavbě železnic. Ačkoli si musel shánět živobytí, jak se dalo, našel si čas na pozorné studium lidí i přírody, pořídil rozsáhlé entomologické a botanické sbírky, které poskytl Národnímu muzeu. V roce 1931 se vrátil do vlasti, vydělával si přednáškami a psaním článků o svých cestách, v letech 1932 až 1935 podnikl další cestu do Venezuely a Karibiku a po krátkém pobytu doma odjel roku 1936 zase do Austrálie. Tentokrát prozkoumal i západní část kontinentu, načež se usadil v Darwinu, kde zažil i japonský nálet v únoru 1942, po němž byl s dalšími civilisty evakuován do Melbourne, kde prožil zbytek života. Po druhé světové válce se chtěl znovu podívat do Československa, ale úřady mu odmítly prodloužit platnost pasu.

## Dílo

### Knižní vydání
- Po stopách dobyvatelů, osvoboditelů a diktátorů (cesty jihoamerickým zemědílem; V Praze, Československá grafická Unie, 1937)
- V poříčí Orinoka(V Praze, Česká grafická Unie, 1939)
- Přes Kordillery (toulky tropickou Amerikou I; V Praze, Česká grafická Unie, 1948)
- Na vodách Amazonky (toulky tropickou Amerikou II; V Praze, Česká grafická Unie, 1948)
- Půl století světoběžcem (dvě cesty do Austrálie; Praha, Panorama, 1986)